# Comodoro Rivadavia
Comodoro Rivadavia je město v argentinské Patagonii, významný přístav v zálivu svatého Jiří. Se zhruba 200 000 obyvateli je největším městem provincie Chubut, ale hlavním městem je severněji ležící Rawson.
Město má chladné semiaridní podnebí, průměrná roční teplota činí 12,8 °C a roční srážky 238,7 mm.
Oblast prozkoumala koncem 19. století výprava, kterou vedl komodor Martín Rivadavia, po němž bylo v roce 1901 pojmenováno nově založené město. Prvními osadníky byli převážně Velšané a Búrové. Rozvoj města odstartoval objev ložisek ropy a zemního plynu v roce 1907. Comodoro je centrem argentinského petrochemického průmyslu. Dalšími ekonomickými aktivitami jsou loděnice, průmysl stavebních hmot, rybolov a chov ovcí, na nedalekém kopci Cerro Chenque se nachází Parque eólico Antonio Morán, největší větrný park Jižní Ameriky. Předměstí Rada Tilly je významným turistickým letoviskem.
Město je sídlem římskokatolické diecéze, modernistická katedrála podle projektu Pedra Carballa vysvěcená roku 1978 je zasvěcená Janu Boscovi. Od roku 1980 má město také vysokou školu Universidad Nacional de la Patagonia San Juan Bosco. Nachází se zde letiště a železnice vedoucí do vnitrozemského města Sarmiento.
Místní basketbalový klub Gimnasia y Esgrima de Comodoro Rivadavia byl v roce 2006 mistrem Argentiny, sídlí zde také fotbalový tým Comisión de Actividades Infantiles. Automobilovým závodům slouží Autódromo General San Martín.

## Partnerská města
- Brest (Francie)
- Coyhaique (Chile)